# Molinis
Molinis é uma comuna da Suíça, no Cantão Grisões, com cerca de 150 habitantes. Estende-se por uma área de 13,24 km², de densidade populacional de 11 hab/km². Confina com as seguintes comunas: Arosa, Pagig, Peist, Sankt Peter, Tschiertschen.
A língua oficial nesta comuna é o Alemão.